# Ромашки (Люблінське воєводство)
Рома́шки (пол. Romaszki) — село в Польщі, у гміні Россош Більського повіту Люблінського воєводства. Населення — 402 особи (2011).

## Історія
За даними етнографічної експедиції 1869—1870 років під керівництвом Павла Чубинського, у селі переважно проживали греко-католики, які розмовляли українською мовою.
У 1975—1998 роках село належало до Білопідляського воєводства.

## Демографія
Демографічна структура станом на 31 березня 2011 року:
|          | Загалом | Допрацездатний вік | Працездатний вік | Постпрацездатний вік |
| -------- | ------- | ------------------ | ---------------- | -------------------- |
| Чоловіки | 206     | 40                 | 132              | 34                   |
| Жінки    | 196     | 40                 | 106              | 50                   |
| Разом    | 402     | 80                 | 238              | 84                   |